# Crassocephalum crepidioides

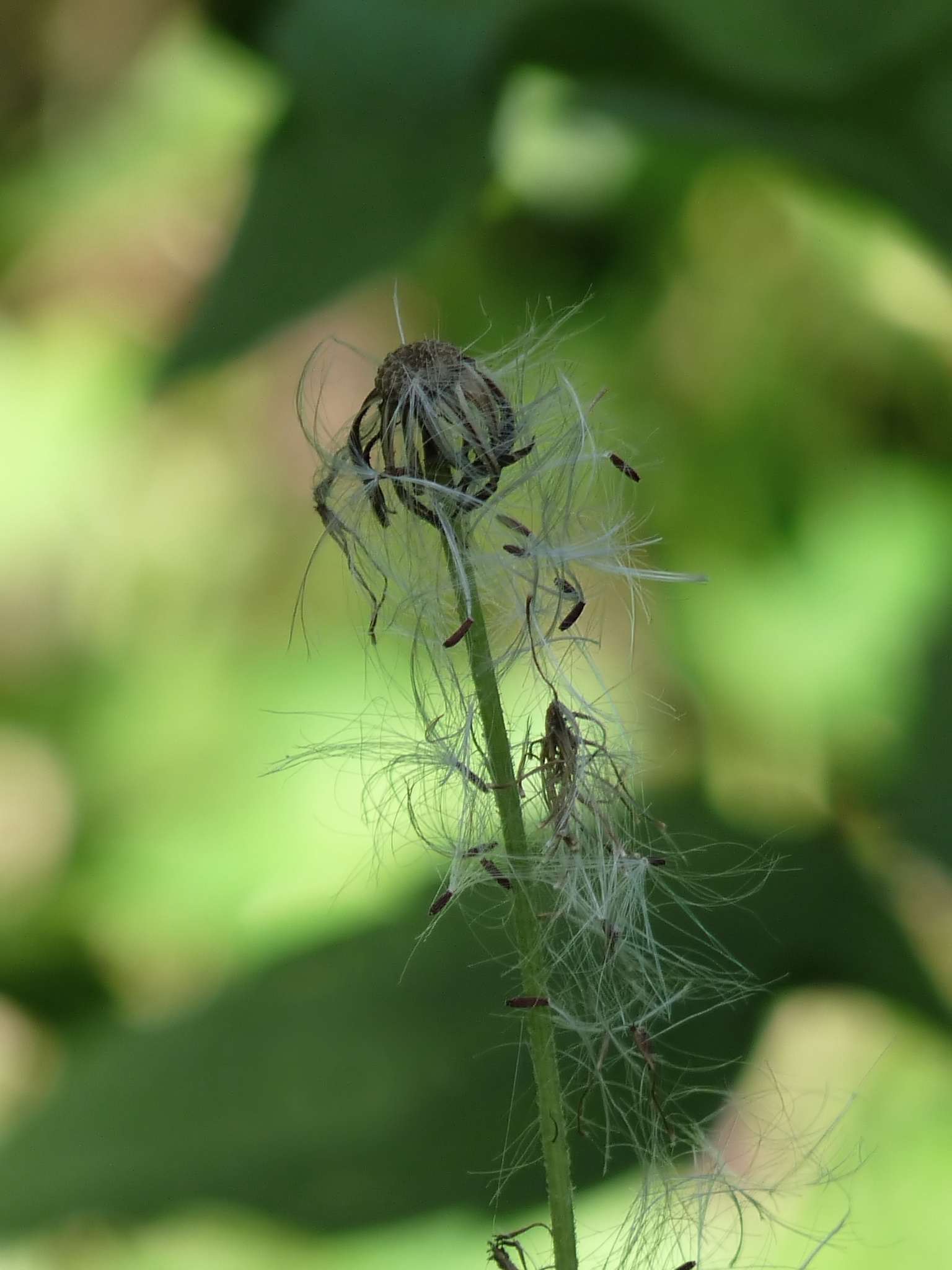
Semillas de Crassocephalum crepidioides.

Crassocephalum crepidioides, llamado ebolo, espinaca de okinawa o fireweed, es una especie de planta en la familia Asteraceae.
Es una especie de hierba anual, ligeramente suculenta erecta, que alcanza 180 cm de alto. Es muy utilizada en muchas regiones tropicales y subtropicales pero es especialmente usada en las zonas tropicales de África. Sus hojas y tallos carnosos mucilaginosas son consumidos como verdura, y varias partes de la planta se utilizan para tratamientos medicinales. Sin embargo, la seguridad de su ingestión requiere de estudios más detallados para determinar con precisión los efectos sobre el cuerpo humano de las toxinas que posee la planta.

## Toxicidad
Crassocephalum crepidioides contiene jacobino un alcaloide pirrolizidínico, hepatotóxico y carcinogénico.